# پرنسس بدون تاج
پرنسس بدون تاج یک سریال تلویزیونی ترکی ژانر درام توسط ام اف پروداکشن است. اولین قسمت این سریال در ۱۰ ژانویه ۲۰۲۳ به کارگردانی ولکان کسکین و نویسندگی پینار بولوت و اونور کورالپ پخش شد. این سریال برگرفته از سریال ژاپنی بدون خانواده ساخته شده در سال ۱۹۹۴ است. نقش‌های اصلی این مجموعه اسماعیل حاجی اوغلو، سمیه آیدوغان و الیف کورتاران هستند. دوبله اختصاصی فارسی این برنامه در شبکه ام بی سی پرشیا برای فارسی زبانان پخش شده‌است.
فصل اول این مجموعه به اتمام رسیده‌است و فصل دوم این مجموعه نیز در پاییز ۲۰۲۳ پخش  شد.

## خلاصه داستان
سریال پرنسس بدون تاج، داستان زندگی دختری ۹ ساله به نام ماسال است که زندگی سختی را در استانبول می‌گذراند. مادرش یک بیماری قلبی کشنده دارد و ناپدری او یک انسان منفعل و بی‌تفاوت است. فقط یک جراحی گران‌قیمت می‌تواند مادر ماسال را درمان کند، اما بدون هیچ گونه درآمدی، جمع‌آوری پول به عهده ماسال است. این واقعیت تلخ ماسال را از یک دختر کوچولوی نازنین به یک کلاهبردار بی رحم تبدیل کرده‌است که حاضر است برای نجات مادرش دست به هر کاری بزند. همه چیز زمانی که ماسال با معلم جدیدش، اوگین آشنا می‌شود، شروع به تغییر می‌کند، که چهره بدبینانه او را می‌بیند و به پرورش دختر کوچک باهوش و زیبا که درونش نهفته‌است، کمک می‌کند. اوگین به او نشان می‌دهد که در زندگی چیزی بیش از درد و تراژدی وجود دارد، و با شکوفا شدن ماسال، اطرافیانش را به شکلی شگفت‌آور تحت تأثیر قرار می‌دهد. اما با وجود همه خوشبختی‌هایی که او برای دیگران به ارمغان می‌آورد، پایان افسانه خود ماسال مبهم باقی می‌ماند.